# Dunaszeg, Győr-Moson-Sopron
Dunaszeg  este un sat în districtul Győr, județul Győr-Moson-Sopron, Ungaria, având o populație de 1.959 de locuitori (2011). 

## Demografie
Componența etnică a satului Dunaszeg
     Maghiari (98,51%)
     Germani (1,26%)
     Romi (0,23%)
Componența confesională a satului Dunaszeg
     Romano-catolici (66,11%)
     Fără religie (9,04%)
     Reformați (1,84%)
     Necunoscută (20,88%)
     Alte religii (2,76%)
Conform recensământului din 2011, satul Dunaszeg avea 1.959 de locuitori. Din punct de vedere etnic, majoritatea locuitorilor (98,51%) erau maghiari, cu o minoritate de germani (1,26%).  Din punct de vedere confesional, majoritatea locuitorilor (66,11%) erau romano-catolici, existând și minorități de persoane fără religie (9,04%) și reformați (1,84%). Pentru 20,88% din locuitori nu este cunoscută apartenența confesională.